# Graziella Proto
Graziella Proto (nata Rapisarda; Paternò, 1946) è un'attivista italiana coinvolta nella lotta contro la mafia.

## Biografia
Graziella Rapisarda Proto nacque a Paternò nel 1946. Si laureò in biologia presso l’Università di Catania e la sua carriera scolastica e universitaria fu caratterizzata da un forte impegno sociale e politico. Militò nel Partito Comunista Italiano e negli anni 80/90 entrò a far parte del gruppo dirigente. Venne anche eletta consigliera comunale di Paternò, suo paese natale.
La passione politica l'ha sempre travolta ed entusiasmata: come lei stessa afferma, anche se la sua vita avesse preso un'altra piega, lei avrebbe sempre continuato ad impegnarsi nelle sue lotte attraverso il suo agire politico e la rivista.
La storia di Cosa nostra la scopre quasi per caso, leggendo, ascoltando, militando nel partito e confrontandosi con i lavoratori-studenti del corso serale dove generosamente insegnava.
Da quel momento decise che doveva necessariamente lottare e prendere posizione. Sentì il dovere di informare gli altri e sensibilizzare sulla lotta contro chi scippava ampi spazi di democrazia.
Decisivo fu il suo incontro con Pippo Fava, giornalista impegnato nella lotta alla mafia con la sua rivista I Siciliani. Fra i due ci fu subito grande intesa e, assieme, svilupparono alcune idee e lavori, soprattutto da portare nelle scuole.  I loro progetti proseguirono a gonfie vele fino al 5 gennaio 1984, quando la mafia uccise Pippo Fava. La mattina del 6 gennaio 1984 Graziella si recò alla redazione de I siciliani e, da quel momento, iniziò il suo impegno giornalistico nella lotta contro la mafia.

## Carriera
Inizialmente Graziella Proto si dedicava alla ricerca oncologica presso la Facoltà di Medicina dell’Università di Catania ma, il giorno della scomparsa di Giuseppe Fava, abbandonò repentinamente il campo della ricerca per schierarsi nella lotta contro la mafia assieme al gruppo giornalistico creato dallo stesso Giuseppe Fava.
Dedicarsi interamente alla rivista per lei significava rendere omaggio al lavoro svolto dal suo amico Pippo Fava e rispondere a quell’invito insistente che lui le rivolgeva: “lasciare tutto e andare con I siciliani perché ne aveva le caratteristiche e le capacità giuste.”
Dopo qualche tempo, Graziella Proto venne eletta presidentessa e rappresentante legale della Radar, la cooperativa proprietaria della rivista I siciliani. Furono anni intensi, anni in cui si dedicava sia all’amministrazione dell’organizzazione, sia alla stesura degli articoli. Il suo impegno nella lotta contro la mafia era tanto centrale che la sua famiglia e le sue passioni divennero dei temi marginali nella sua vita.
Graziella Proto, nella sua dinamica e densa carriera, ha collaborato anche con altri periodici, tra cui Avvenimenti, Antimafia duemila, L’Isola possibile, nella Rai con Enzo Biagi e nel quotidiano Liberazioni di Sandro Curzi.

## I siciliani
I siciliani era un mensile edito a Catania dalla fine del 1982: si trattava di una piccola rivista che ha segnato la storia del giornalismo e di cui ancora si parla. Fu fondata e diretta da Giuseppe Fava fino alla sua morte, avvenuta il 5 gennaio del 1984. I Siciliani si occupava di mafia, politica e massoneria: si prometteva di alzare il sipario su tutto ciò che la malavita e i suoi spregiudicati alleati avevano tenuto nascosto.
I siciliani era una rivista anti-mafiosa che si occupava anche di tanto altro: i diritti dei poveri, gli emarginati, la pace, il rinnovamento morale e politico, la democrazia. In altre parole, la rivista dava voce a chi non l’aveva. I siciliani si presentava nella forma di un libro: un mensile di 80/90 pagine pieno di inchieste, storie, documenti, foto. Era irriverente, ironico, schierato e colorato.
Il primo numero uscì nel dicembre del 1982: all’interno dell’editoriale il direttore Fava elencava i temi che la rivista avrebbe affrontato, ovvero la crescita esponenziale della mafia, la corruzione politica, la militarizzazione dell’isola, la campagna per la pace guidata da Pio la Torre, il sogno fallito dell’industria.
In principio, Graziella Proto si avvicinò alla rivista I siciliani con la speranza che questa potesse in qualche modo arricchirla e apportarle nuovi stimoli da impiegare poi nel Partito Comunista e nella vita. Con il tempo però iniziò a nutrire un interesse sempre maggiore per il giornalismo e, soprattutto, imparò l’arte del giornalismo etico predicato da Giuseppe Fava.
Con il venir meno di Giuseppe Fava, purtroppo iniziarono ad arrivare i problemi. Difatti, vennero meno anche buona parte dei sostenitori de I Siciliani: nella sede c’era tanta desolazione. Non c’erano soldi sufficienti neppure per comprare i francobolli: in uno scenario così amareggiante, Graziella era l’unica ad avere uno stipendio e buona parte di esso lo mise a disposizione della rivista mentre cercava soluzioni affinché la testata potesse continuare a vivere. Si dedicava a I siciliani con anima e corpo.
A causa delle mancate risorse finanziare, la rivista I siciliani fu costretta a chiudere. Tutti i problemi finanziari ricaddero sulle spalle della stessa Graziella poiché, oltre che presidentessa della cooperativa, ne era anche amministratrice e rappresentante legale. Il gruppo si frazionò: a Catania rimase solo lei e Lillo Venezia, giornalista componente del gruppo che non l’ha mai lasciata da sola. Dopo 20 anni di inchieste, articoli e duro lavoro arrivò il fallimento della cooperativa e della testata giornalistica.

## Le siciliane
Con la rivista I siciliani per Graziella Proto le cose erano andate molto male in termini di debiti e ufficiali giudiziari. Affrontò una lunga serie di problemi vissuti in totale solitudine: solo Lillo Venezia fu una spalla sicura su cui contare. Probabilmente, Graziella Proto era una donna troppo indipendente ed autonoma: questi aspetti non venivano contemplati e tollerati in una donna.
Nel 2006, grazie ad un contributo dell’editoria femminile il cui obiettivo era creare posti di lavoro destinati alle donne, Graziella Proto fondò la rivista CASABLANCA edizioni Le siciliane inizialmente conosciuta soprattutto come CASABLANCA.
CASABLANCA / Le siciliane nacque e venne progettata nel solco de I siciliani: è una rivista, indipendente e antifascista, antimafia e femminista, partigiana ma non faziosa. La maggior parte dei contenuti del giornale è raccontato attraverso gli occhi delle donne.
Il titolo, come si può facilmente intuire, fa riferimento alla precedente testata in cui lavorò Graziella Proto e venne scelto per ricordare l’operato femminile all’interno de I siciliani. Inoltre, il titolo Le siciliane richiamava anche il contenuto della rivista, la quale difatti parlava di donne siciliane meritevoli di essere ricordate e passare alla storia. In particolare, in ogni numero de Le Siciliane veniva ricordata una figura vissuta nella storia recente che si era distinta o aveva affrontato lotte ed ingiustizie sociali non solo da parte della mafia.
Per la fondazione del mensile CASABLANCA/Le siciliane, Graziella Proto si avvalse dell’aiuto di Riccardo Orioles e Lillo Venezia, suoi colleghi del gruppo de I siciliani. Molte volte la stessa Graziella Proto ha dichiarato che, senza di loro, forse non avrebbe fondato la rivista.
L’uscita del primo numero di CASABLANCA/ Le siciliane era prevista per il mese di giugno del 2006 ma una serie di fattori fecero sì che il lancio fosse anticipato di un mese. Difatti, l’imminenza delle elezioni regionali assieme ad una lieve ripresa del movimento antimafia e alla candidatura di Rita Borsellino (sorella del giudice ucciso dalla mafia) rappresentavano dei temi che la rivista doveva trattare, analizzare e sottoporre al pubblico: di conseguenza, si decise di accelerare i tempi e scendere in pista un mese prima del previsto, ovvero l’11 maggio del 2006. Quella scadenza elettorale per la Sicilia era molto importante e la rivista, appena nata, voleva essere presente e sostenere apertamente Rita Borsellino. La prima uscita venne calorosamente accolta dai lettori (un’accoglienza che, purtroppo, andrà sciamando nel tempo): la magnifica copertina era firmata da Mauro Biani ed il numero conteneva tante inchieste, tante firme note e tanti giovani collaboratori.
La sede del periodico era sempre piena di giovani e si convertì in un vero e proprio centro di incontro per lo scambio di idee in cui si respirava un’aria nuova e frizzante.
Ben presto, anche questo progetto giornalistico, come il precedente, per Graziella volle dire debiti e cambiali. Le siciliane fu venduto per soli due anni in edizione cartacea: la mancata pubblicità, anche istituzionale, ne decise la fine ma l’edizione online è ancora attiva http://www.lesiciliane.org/ .
Le siciliane è la prima rivista antimafia diretta da una donna: un fatto che a tanti fa storcere il naso.
<< È stato lavoro lungo, complesso e faticoso. Rispetto a un uomo ho dovuto lavorare almeno il doppio sia per le inchieste che pubblicavo ogni mese, sia per il lavoro che la gestione richiedeva in termini di amministrazione e programmazione.>>
Graziella Proto